# Aname aurea
Aname aurea is een spinnensoort uit de familie Anamidae. De wetenschappelijke naam van de soort werd voor het eerst geldig gepubliceerd in 1918 door Rainbow en Pulleine.